# Гранична податливість гірничого кріплення
Грани́чна пода́тливість гірничого крі́плення (рос. предельная податливость крепи, англ. limiting yielding of supports; нім. zulässige Ausbaunachgiebigkeit f, Grenzausbauformbarkeit f) — у гірництві — найбільша допустима величина податливості гірничого кріплення, перевищення якої може призвести до його руйнування з втратою несучої спроможності або до неприпустимого зменшення площі перерізу виробки.